# Uniting Reformed Church in Southern Africa
Die Uniting Reformed Church in Southern Africa (Afrikaans: Verenigende Gereformeerde Kerk in Suider Afrika, Abkürzung: URCSA) ist eine protestantische Kirche in Südafrika. Ihr Name „Sich vereinigende Kirche im südlichen Afrika“ bringt zum Ausdruck, dass die Kirche in einem Unionsprozess steht.

## Geschichte
Die URCSA ist 1994 aus der Union zweier Missionskirchen der Niederländisch-reformierten Kirche in Südafrika hervorgegangen:
- die Nederduitse Gereformeerde Sendingskerk (NGSK) für „Farbige“, gegründet 1881;
- die Nederduitse Gereformeerde Kerk in Afrika (NGKA) für „Schwarze“, die ihrerseits 1963 als Union dreier Kirchen entstand: Nederduitse Gereformeerde Bantoekerk in Suid-Afrika, Nederduitse Gereformeerde Sendingkerk van Transvaal und Nederduitse Gereformeerde Sendingkerk in die Oranje-Vrystaat.

Das in der NGSK entwickelte und dort bereits seit 1986 angenommene Belhar-Bekenntnis gilt seit der Union 1994 zusammen mit der Confessio Belgica, dem Heidelberger Katechismus und den Lehrregeln von Dordrecht als vierte Bekenntnisschrift der URCSA, zusätzlich zu den drei altkirchlichen Bekenntnissen (Apostolicum, Nicäno-Konstantinopolitanum und Athanasianum).

## Organisation
Die URCSA hat nach eigenen Angaben über 500.000 aktive Mitglieder in 683 Gemeinden. Sie gliedert sich in folgende Regionalsynoden mit jeweils eigenem Moderamen: Namibia, Nord-Transvaal, Süd-Transvaal, Phororo (Nördliche Kapregion), Kapregion, Kwazulu-Natal, Free State und Lesotho. Die einzelnen Gemeinden sind zu größeren Einheiten, den Presbyterien, zusammengefasst, und während jede Gemeinde Delegierte zu den Regionalsynoden entsendet, kommen bei der Generalsynode Repräsentanten der Presbyterien zusammen. Die Generalsynode beschließt die Leitlinien des kirchlichen Lebens, deren Umsetzung in konkrete Maßnahmen Sache der Regionalsynoden ist. 2018 wurde Desirée Brown zur Generalsekretärin der URCSA ernannt.

## Ökumene
Die URCSA ist seit 1991 Mitglied des Ökumenischen Rats der Kirchen, sowie der All Africa Conference of Churches, des Südafrikanischen Kirchenrats und der Weltgemeinschaft Reformierter Kirchen.